# Apparizioni di Gietrzwałd

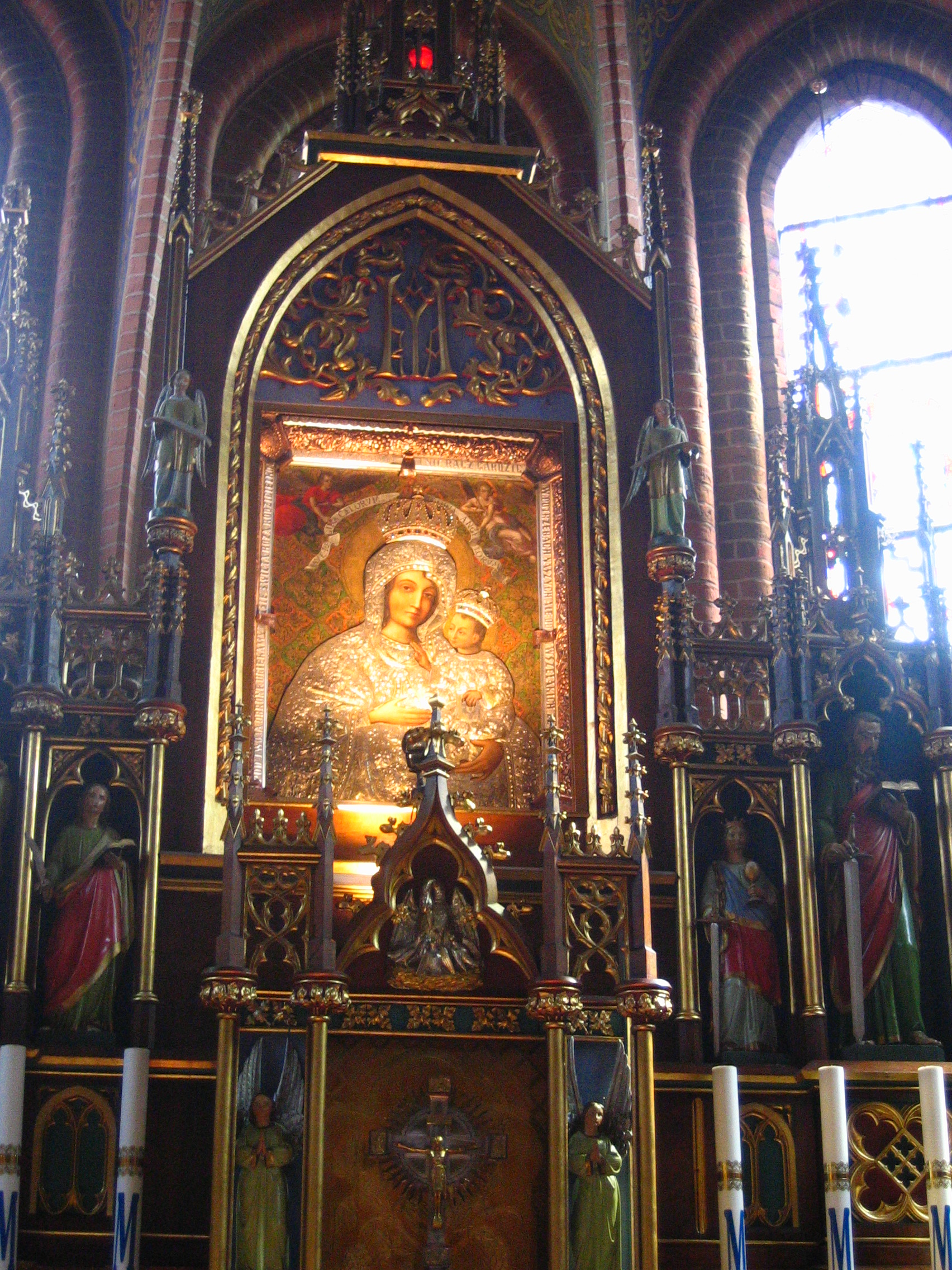
Immagine della Vergine col Bambino, venerata nel santuario polacco di Gietrzwałd

Nella località polacca di Gietrzwałd, tra il 27 giugno e il 16 settembre 1877, la Madonna sarebbe apparsa 166 volte a due ragazze, Justyna Szafranska e Barbara Samulowska.

## Storia delle apparizioni
Nella chiesa parrocchiale della frazione polacca di Gietrzwałd, esiste una copia del ritratto della Vergine nera di Częstochowa, conservato nell'omonimo santuario. La tradizione devozionale nei confronti di questa copia è attestata fin dal 1717.
La Madonna sarebbe apparsa ripetutamente, nel 1877, a due ragazze, Justyna Szafranska di 13 anni e Barbara Samulowska di 12 anni, inoltre pare a una terza donna di quarantacinque anni, rimasta sconosciuta. La Vergine sarebbe apparsa in atteggiamenti differenti, talvolta circondata da angeli, talvolta con in braccio il Bambino Gesù.
Maria avrebbe parlato nel polacco locale, ma il contenuto dei messaggi è poco noto: si sarebbe presentata come l'Immacolata Concezione, raccomandando la recita quotidiana del rosario e preannunciando la fine della persecuzione religiosa, dovuta all'occupazione prussiana. Il luogo divenne meta di pellegrinaggi.
Il 14 giugno 2007 è iniziato il processo di beatificazione della Serva di Dio suor Stanislava (Barbara) Samulowska, della congregazione delle Figlie della Carità di San Vincenzo de' Paoli.

## Il riconoscimento da parte della Chiesa cattolica

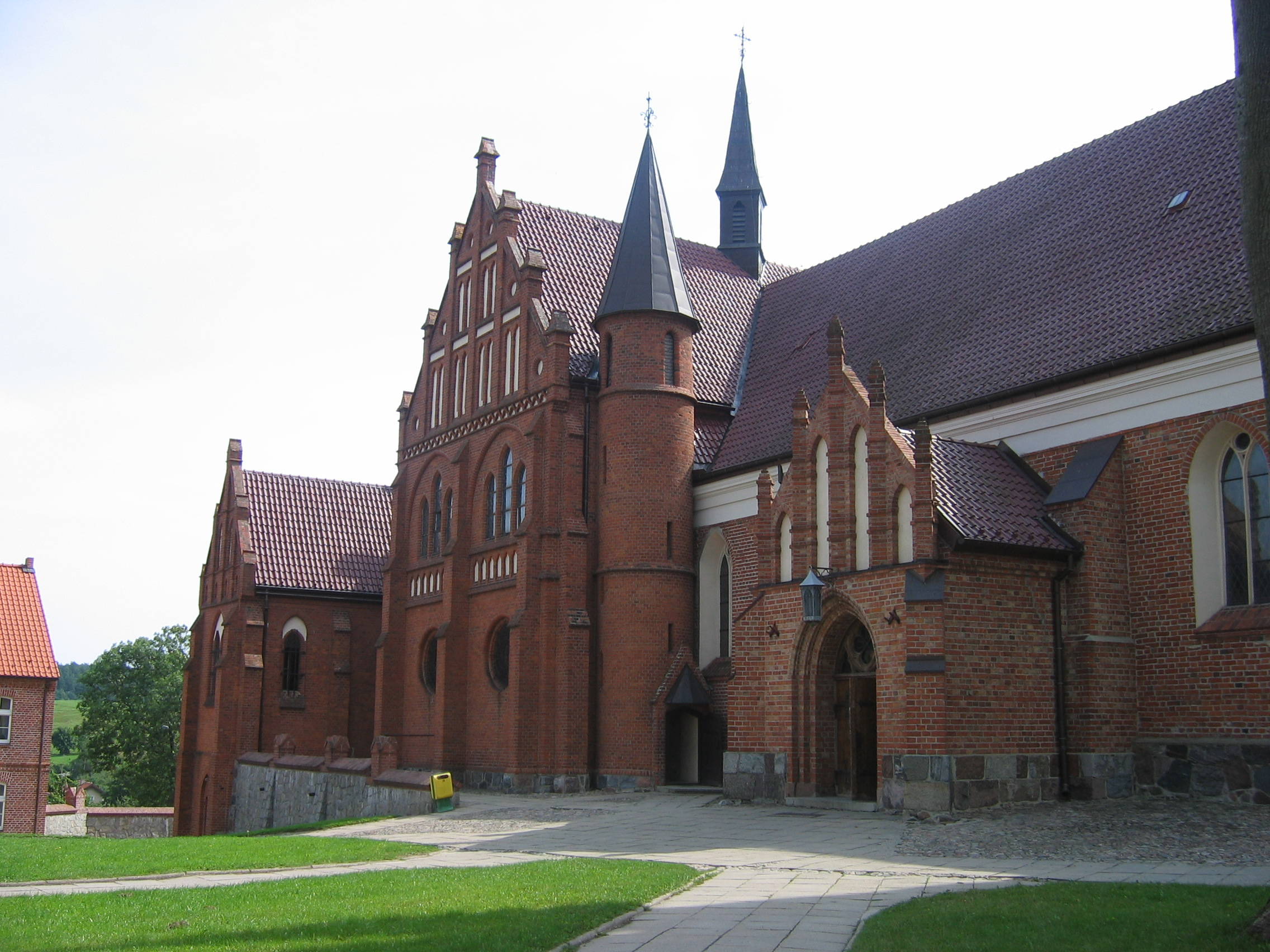
Il santuario mariano di Gietrzwałd

Inizialmente l'Ordinariato competente di Frauenburg emise un parere sfavorevole al riconoscimento, ma un secolo dopo, nel centenario del fenomeno, l'11 settembre 1977, l'allora cardinale Karol Wojtyla riconobbe ufficialmente le apparizioni.